# Rang (linearna algebra)
Rang (oznaka {\displaystyle rank(A)\,}, tudi {\displaystyle rg(A)\,} ) matrike {\displaystyle A\,} je število linearno neodvisnih vrstic oziroma stolpcev. Linearna neodvisnost vrstic ali stolpcev pomeni, da se posamezne vrstice ali stolpci ne morejo izraziti z drugimi. Rang je tudi red največje neničelne kvadratne poddeterminante, ki pripada pravokotni matriki {\displaystyle m\times n\,}. Rang matrike je torej določen z najvišjim redom poddeterminante, ki je še različna od 0.
Za rang matrike torej velja
{\displaystyle 0\leq r\leq min(m,n)\,}
ali rang matrike ne more biti večji kot je število vrstic ali stolpcev.
Včasih se loči tudi vrstični rang in stolpični rang. Vrstični rang je največje število neodvisnih vrstic. Podobno je določen tudi stolpični rang. Vrstični in stolpični rang sta vedno enaka, zaradi tega običajno govorimo samo o rangu.
Če ima matrika razsežnosti {\displaystyle m\times n\,}, potem velja za vrstični rang, da je manjši ali vsaj enak {\displaystyle m\,}, stolpični rang pa je manjši ali vsaj enak {\displaystyle n\,}.
Rang matrike se ne spremeni,če:
- zamenjamo dve vrstici ali stolpca
- vrstico ali stolpec pomnožimo z neničelnim številom
- vrstici ali stolpcu prištejemo poljubni večkratnik druge vrstice ali stolpca

## Lastnosti
Naj bo {\displaystyle A\,} matrika, potem ima rang naslednje lastnosti
- velja Frobeniusova neenakost {\displaystyle rank(AB)+rank(BC)\leq rank(ABC)+rank(B)\,}
- samo ničelna matrika ima rang 0
- če je {\displaystyle B\,} matrika z razsežnostjo {\displaystyle n\times n\,} (za {\displaystyle A\,} to pomeni {\displaystyle m=n\,}), potem

{\displaystyle \operatorname {rank} (AB)\leq \min(\operatorname {rank} \ A,\operatorname {rank} \ B)}
- če je {\displaystyle C\,} matrika z razsežnostjo {\displaystyle l\times m\,} in rangoma {\displaystyle m\,}, potem velja tudi

{\displaystyle \operatorname {rank} (CA)=\operatorname {rank} (A)}
- Sylvestrova neenakost rangov: Če ima matrika {\displaystyle A\,} razsežnost {\displaystyle m\times m\,} in matrika {\displaystyle B\,} razsežnost {\displaystyle n\times k\,}, potem velja

{\displaystyle \operatorname {rank} (A)+\operatorname {rank} (B)-n\leq \operatorname {rank} (AB)}
- Froebeniusova neenakost: če so znane matrike {\displaystyle AB\,}, {\displaystyle ABC\,} in {\displaystyle BC\,}, potem velja

{\displaystyle \operatorname {rank} (AB)+\operatorname {rank} (BC)\leq \operatorname {rank} (B)+\operatorname {rank} (ABC)}
- rang matrike in njej pripadajoče Gramove matrike sta enaka. Torej za realne matrike velja

{\displaystyle \operatorname {rank} (A^{T}A)=\operatorname {rank} (AA^{T})=\operatorname {rank} (A)=\operatorname {rank} (A^{T})}
- če z {\displaystyle A^{*}\,} označimo konjugirano transponirano matriko matrike {\displaystyle A\,}, potem je tudi

{\displaystyle \operatorname {rank} (A)=\operatorname {rank} ({\overline {A}})=\operatorname {rank} (A^{T})=\operatorname {rank} (A^{*})=\operatorname {rank} (A^{*}A)}.

## Matrike in tenzorji
Ranga matrike ne smemo zamenjevati z redom tenzorja, ki ga pogosto imenujejo tudi rang tenzorja. Red tenzorja je število indeksov (kontravariantnih in kovariantnih), ki so potrebni za opis tenzorja. Rank tenzorja ni odvisen od števila dimenzij prostora v katerem opazujemo tenzor. Tako imajo vse matrike red tenzorja, ki je enak 2. To pomeni, da so matrike tenzorji tipa (1, 1), ki imajo en indeks za vrstico in enega za stolpce, kar imenujemo kovariantni red 1 in kontravariantni red 1. 